# Juan Ramírez Biedermann

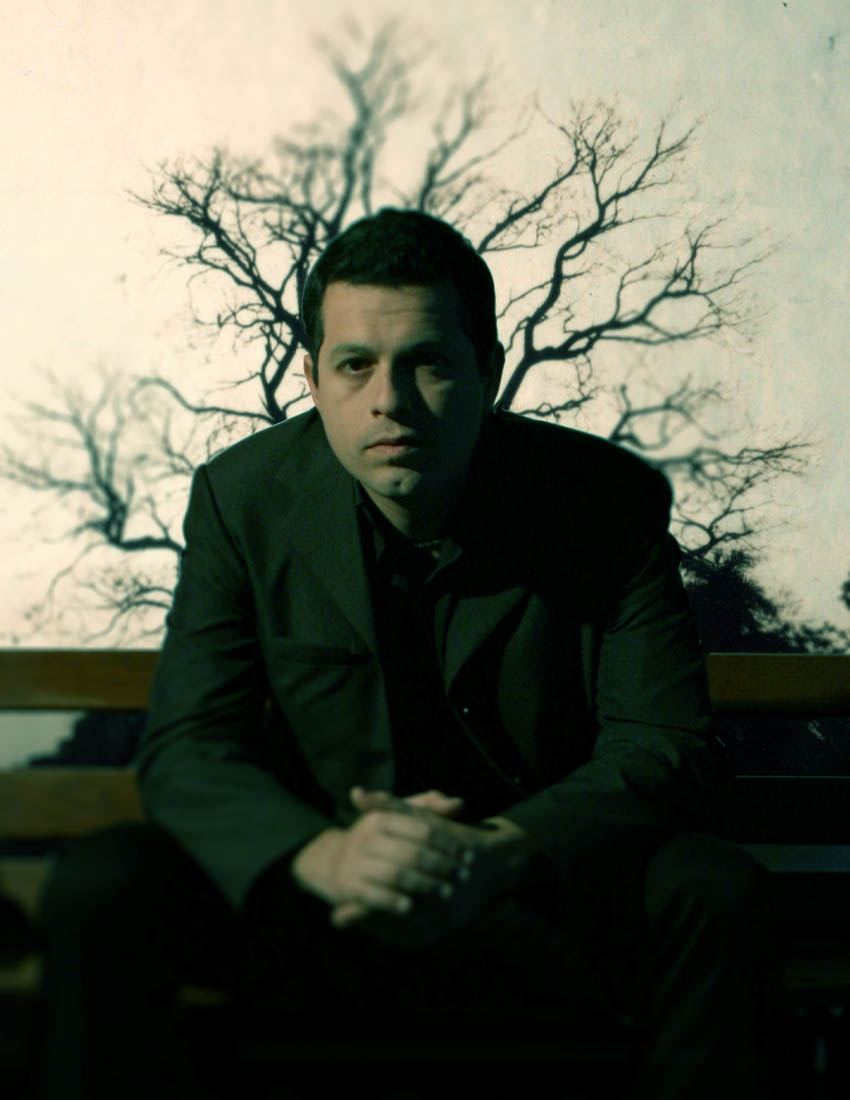

Juan Ramírez Biedermann (A.K.A. Zethyaz) escritor, músico y abogado, es uno de los artistas más destacados del Paraguay del siglo 21, gracias a sus novelas y relatos, y a su participación en la celebrada agrupación de Black Metal, SABAOTH, primera banda del género en América del Sur, considerada una banda de culto a nivel internacional. 

## Biografía
Juan Ramírez Biedermann nació en Asunción, Paraguay, el 01 de agosto de 1976. Es hijo de Adolfo Ramírez y de Zully Biedermann. Fue alumno del Colegio San José, formando parte de la prestigiosa y tradicional Academia Literaria de dicha institución.
Ramírez Biedermann inicia su carrera literaria a comienzos de la década del 2000. 
En el año 2007 obtuvo la selección del concurso del Fondec – Fondo Nacional de la Cultura y de las Artes del Paraguay para la publicación de su libro de cuentos Nobis. 
Nobis fue presentado en el 2010 en la Bibliothèque latino-américaine de Québec. Casa – Institute Canadien de Québec, en donde Ramírez Biedermann también dio una conferencia sobre la literatura paraguaya del siglo 21.
En julio de 2010, Ediciones Altazor del Perú publicó su novela El Fondo De Nadie, con la cual obtendría una Mención de Honor en el Premio Nacional de Literatura del Paraguay del año 2011. 
En el marco de dicha publicación, Ramírez Biedermann participó de la primera gira de novelistas latinoamericanos por el Perú, junto a los escritores Olivierio Coelho (Argentina), Claudia Apablaza (Chile), Pedro Peña (Uruguay), Jorge Enrique Lage (Cuba), Miguel Antonio Chávez (Ecuador) y Ernesto Carlín del Perú. La gira duró casi 20 días e incluyó la visita de diez ciudades peruanas, hecho relevante y sin precedentes en la escena literaria sudamericana. 
En el año 2011, Ediciones Altazor del Perú publicó la novela "Plegaria de Penumbras", la cual fue presentada en una gira europea que incluyó actos en la Feria del Libro de Frankfurt, en París, Madrid, Ginebra.
En el año 2013, fue invitado por CASA DE LAS AMERICAS (CUBA) al encuentro "Casa Tomada", realizado en La Habana.  
-Nobis (Relatos): Fondec – Fondo Nacional de la Cultura y de las Artes del Paraguay (2007)
-El fondo de nadie (Novela): Ediciones Altazor (2010)
-Plegaria de Penumbras (Novela): Ediciones Altazor (2011)
-Mango (Novela): Editorial Rosalba - Ediciones Altazor (2024)  
Galardones: 
•Con el cuento “Las coronas” obtuvo el primer premio en el Concurso de Cuentos del Club Centenario del año 2006.-
•En el año 2004, con el cuento “Los rincones”, fue galardonado con el segundo premio – categoría mayores de 25 años –, en el Concurso de Cuentos del Club Centenario. 
•Con el cuento “Génesis de Abril” obtuvo la segunda mención en el Concurso de Cuentos del Club Centenario (2000).- 
•El relato breve “Las monedas”, se adjudicó el segundo premio en el Concurso de Cuentos de la Asociación de Ex Alumnos del Colegio de San José. 
•“El invierno y el abismo”, obtuvo una mención en el Concurso de Poesía organizado en el año 2000 por la Facultad de Derecho y Ciencias Sociales de la U.N.A.. 
•“Las setenta semanas” obtuvo el primer premio en el Concurso de cuentos “Narradores del Nuevo Milenio” organizado por la Gobernación Central (2001). 
•“Los íconos” obtuvo el primer premio en el Concurso de Poesía organizado por el Banco Central del Paraguay (2003). 
•“Los gemelos”, fue galardonado con el segundo premio en el Concurso de Cuentos organizado por el B.C.P..-
.En el año 2011 fue galardonado en el Premio Nacional de Literatura del Paraguay por su novela "El fondo de nadie"
Zethyaz es el pseudónimo adoptado por Ramírez Biedermann en el año 1992, al fundar, junto con Lord Norrack y Zethineph la agrupación musical Sabaoth. El grupo rápidamente editó dos demos, “Dentro Del Culto” (1993), y “Southern Twilight” (1994 En 1995 el sello argentino Stormsouls le ofreció editar su CD debut. El álbum fue publicado en 1996. En mayo de ese año Sabaoth participó de un festival en Buenos Aires, con los brasileros Sarcófago. En agosto de 1999, por medio de Icarus Music (Arg), fue editado “Windjourney”, el segundo álbum de la banda.
En el año 2006, luego de siete años de silencio, Sabaoth volvió a escena, presentándose en un concierto con el grupo de goth metal argentino Blood Parade, y compartiendo escena con Sepultura, leyenda del metal mundial que visitó el Paraguay por primera vez. Asimismo, una vez más fue contratado por Icarus Music para grabar un disco, publicándolo en junio de 2008.
“Les Illuminations” es el tercer disco de la banda, un álbum conceptual basado en los poetas malditos franceses, cuyas canciones dan vida a poemas de autores como Rimbaud, Baudeliare, Lautreamont, Verlaine. El disco fue presentado en un concierto realizado en el Teatro García Lorca de la Manzana de la Rivera, en el marco de una semana cultural que incluyó una Conferencia sobre “El Black Metal y Los Poetas Malditos”, realizada en la Biblioteca Augusto Roa Bastos, en donde Ramírez Biedermann expuso sobre los paralelismos entre los malditos y los músicos blackers. 
La Municipalidad de Asunción declaró Les Illuminations de interés cultural para la ciudad. El disco incluyó la participación de músicos de la orquesta Sinfónica Nacional del Paraguay.